# Pasterzowice
Pasterzowice – wieś w Polsce położona w województwie lubuskim, w powiecie żagańskim, w gminie Szprotawa.
W latach 1975–1998 miejscowość administracyjnie należała do województwa zielonogórskiego.

## Zabytki
Do wojewódzkiego rejestru zabytków wpisany jest:
- zespół pałacowy: 
  - pałac, neobarokowy z 1890 roku; jest to piętrowy budynek, kryty dachem mansardowym
  - park, XIX-wieczny park o powierzchni 2,4 ha; obok pałacu.